# 東花輪駅
東花輪駅（ひがしはなわえき）は、山梨県中央市東花輪にある、東海旅客鉄道（JR東海）身延線の駅である。

## 概要
中央市東花輪にあり、JR全線きっぷうりばがある有人駅（業務委託駅・夜間無人）。駅前には中央市が管理する無料の立体駐車・駐輪場（1Fは待機者用30分無料駐車場（6台まで）、バイク駐輪場、高齢者専用駐輪場、2Fは自転車駐輪場〔無料〕）、多目的公衆トイレがある。中央市の代表駅で、特急「ふじかわ」を含む全列車が停車する。
当駅は山梨県内のJR東海の駅で利用者が最も多い駅である。

## 歴史
現在でこそ市の中心駅として特急が全停車しているが、準急時代は勿論その前身となる快速時代は全列車が通過していた。優等列車が停車するようになったのは1973年頃であり、それも朝の上りと夜の下りかそれぞれ1本ずつであった。その後周辺発展に伴い停車駅は増やされ、全列車停車になったのは民営化前になってからである。

### 年表
- 1928年（昭和3年）3月30日：市川大門・甲府間開通時に、富士身延鉄道の駅（一般駅）として開設[1][2]。
- 1938年（昭和13年）10月1日：富士身延鉄道を鉄道省（国鉄の前身）が借上げ[1][2]。
- 1941年（昭和16年）5月1日：国有化、鉄道省身延線の駅となる[1]。
- 1985年（昭和60年）3月14日：荷物扱い廃止[2]。
- 1987年（昭和62年）4月1日：国鉄分割民営化伴い、JR東海・JR貨物の駅となる[1][2]。
- 1998年（平成10年）9月29日：貨物列車発着最終日。
  - 駅周辺にあったジャパンエナジー新甲府油槽所荷役設備へ続く専用線があり、当駅には北袖駅発送の石油輸送が行われていたが、施設の閉鎖に伴い廃止された。身延線で最後まで貨物列車発着があった駅であった。
  - また1995年（平成7年）ごろまでは、駅東側の住友大阪セメント東花輪サービスステーションの荷役設備へ続く専用線もあり、セメント輸送が行われていた。
- 2001年（平成13年）3月31日：JR貨物の駅が廃止され、貨物取扱廃止。
- 2013年（平成25年）3月末：東花輪駅前整備事業が完成。
- 2016年（平成28年）1月：東花輪駅の屋根の塗装が赤色から薄紫色に塗装し直された。
- 2025年（令和7年）10月1日：ICカード「TOICA」の利用が可能となる（予定）[4][5]。

## 駅構造
広い構内に島式ホーム1面2線を有する地上駅。かつては貨物列車発着があったため側線が10本程ある。線路は南北方向に通り、西側から駅舎、1、2番線の順に並んでいる。側線は臨時列車運行時等に列車を一時的に留置することがある。木造駅舎を有する。
ホーム甲斐上野方端に階段とスロープが設けられ、これを降りると駅舎へ繋がる構内踏切がある。ここには警報機及び遮断機が付いている。
改札・駅舎は西側（布施地区側）にあり、東側（東花輪地区側）には改札・駅舎がない。西側にある駅舎から駅の東側に行くには甲斐上野駅方面にある宮本踏切を渡って行くか小井川駅方面にある東花輪踏切を渡って行く必要がある。どちらのルート共、5分程度掛かる。
駅舎は開設当初からのもので赤い屋根（現在は薄紫色）の木造一階建ての建築である。内部には駅事務室と待合所があり待合所には自動券売機が一台設置されているが、自動改札の設置はない。JR東海交通事業の職員が業務を担当する業務委託駅で、JR全線きっぷうりばでは、駅員がマルス端末を使って特急券などを発券でき、クレジットカードも使用可能。早朝・夜間・駅員の休憩時間は無人となる。南甲府駅が当駅を管理している。
なお、早朝・夜間の無人時間帯でワンマン列車に乗車する際は、無人駅同様ワンマン乗車位置（前より車両の後ろのドア）からしか乗車出来ない。

### のりば
| 番線 | 路線      | 方向 | 行先           |
| ---- | --------- | ---- | -------------- |
| 1    | CC 身延線 | 下り | 甲府方面       |
| 2    | CC 身延線 | 上り | 身延・富士方面 |

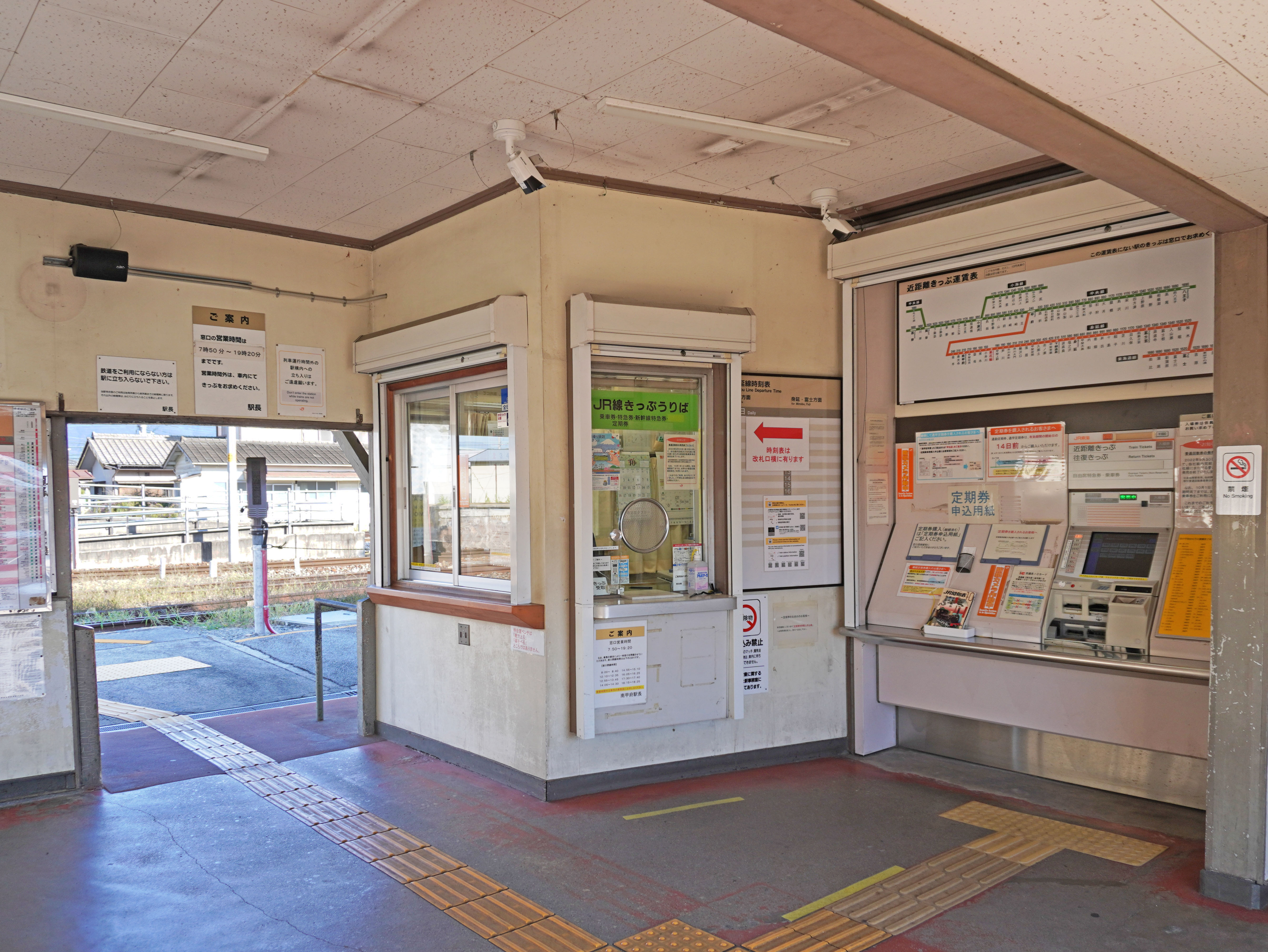
改札口（2022年10月）
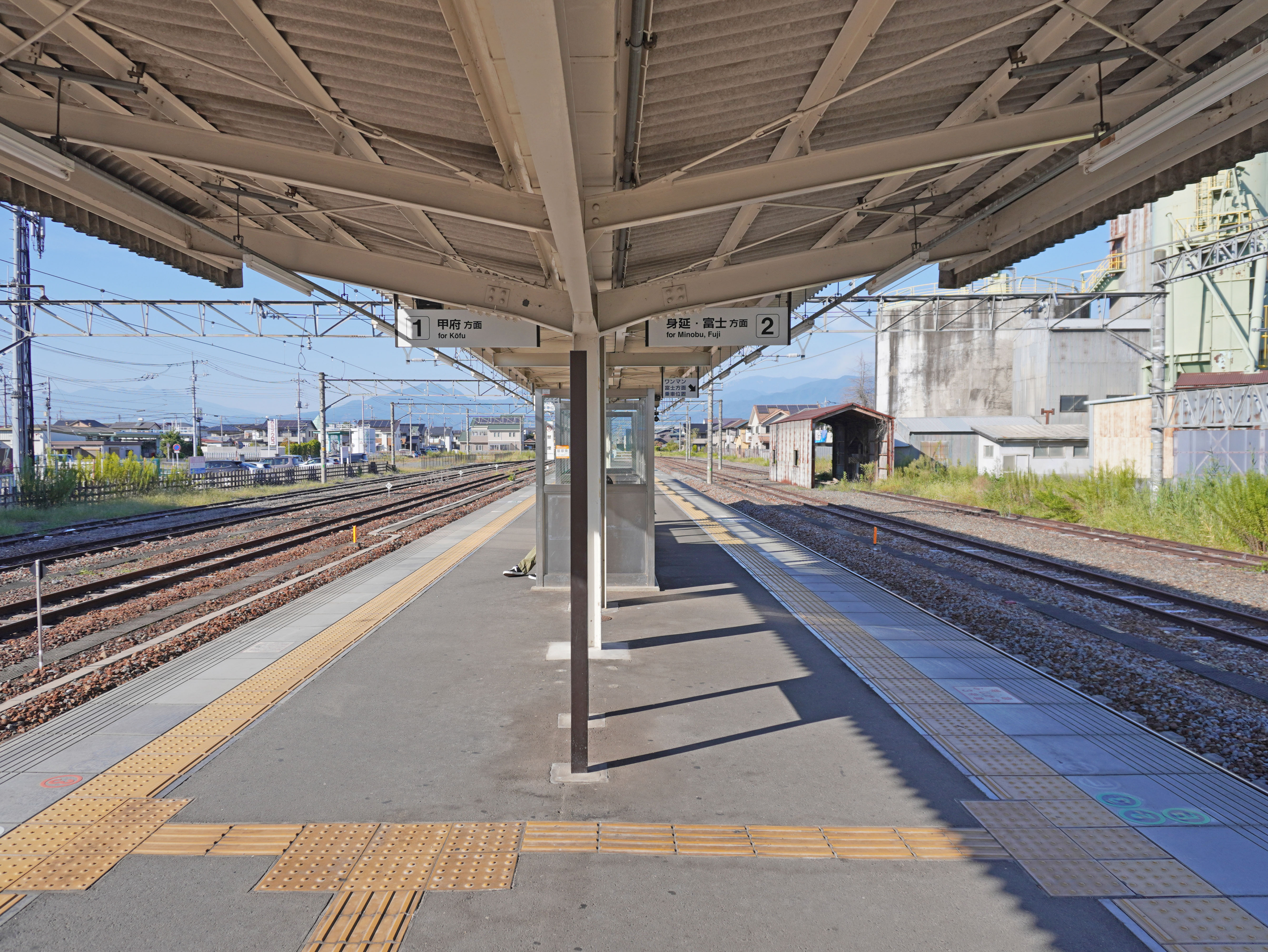
ホーム（2022年10月）
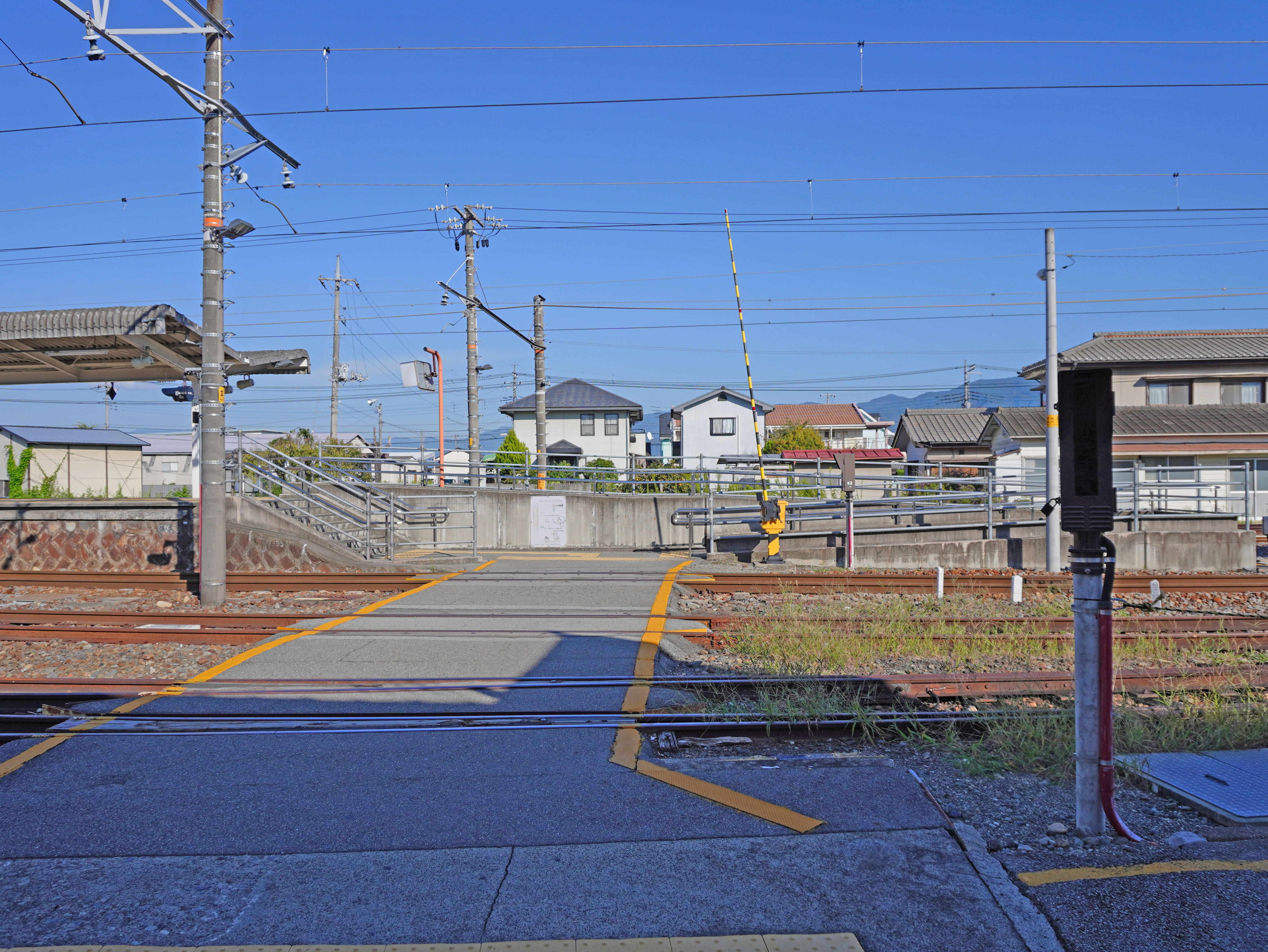
構内踏切（2022年10月）

## 利用状況
1日平均乗車人員は以下の通り。
| 乗車人員推移 | 乗車人員推移 |
| 年度         | 1日平均人数  |
| ------------ | ------------ |
| 2006         | 852          |
| 2007         | 848          |
| 2008         | 843          |
| 2009         | 773          |
| 2010         | 735          |
| 2011         | 682          |
| 2012         | 690          |
| 2013         | 690          |
| 2014         | 682          |
| 2015         | 694          |
| 2016         | 673          |
| 2017         | 679          |
| 2018         | 697          |

山梨県統計年鑑より
（年間乗車人員÷年間の日数）

## 駅周辺
駅自体は東花輪地区であるが、駅舎前のロータリーより西は布施地区となっている。また駅前ロータリーには東海交通事業の自動飲料販売機や郵便ポスト、NTTの公衆電話が設置されている。駅周辺には住宅が存在する。中央市役所田富庁舎は当駅から北西に向かい1キロメートルほどの距離である。
- 田富花輪郵便局
- 中央市立田富小学校
- 中央市立田富中学校
- 住友大阪セメント 東花輪サービスステーション
- 山梨交通 花輪バス停留所・田富学校バス停留所
- 山梨県リニア交通局リニア用地事務所（旧中央市立田富健康管理センター）

## バス路線
駅前には中央市コミュニティバス、南アルプス市コミュニティバスしか入って来ない。路線バスは少し離れた「花輪」停留所および「田富学校」停留所に発着する。
東花輪駅
- 1番乗り場
  - 中央市コミュニティバス
    - とまチュウバス：中央市役所本館 ※休日運休
- 2番乗り場
  - 中央市コミュニティバス
    - とまチュウバス：シルクふれんどりぃ ※休日運休

  - 南アルプス市コミュニティバス
    - 八田・若草線：竜王駅
    - 若草・甲西線：市立美術館

花輪・田富学校
- 山梨交通
  - 53：県立中央病院 / 鰍沢営業所 ※土休日運休

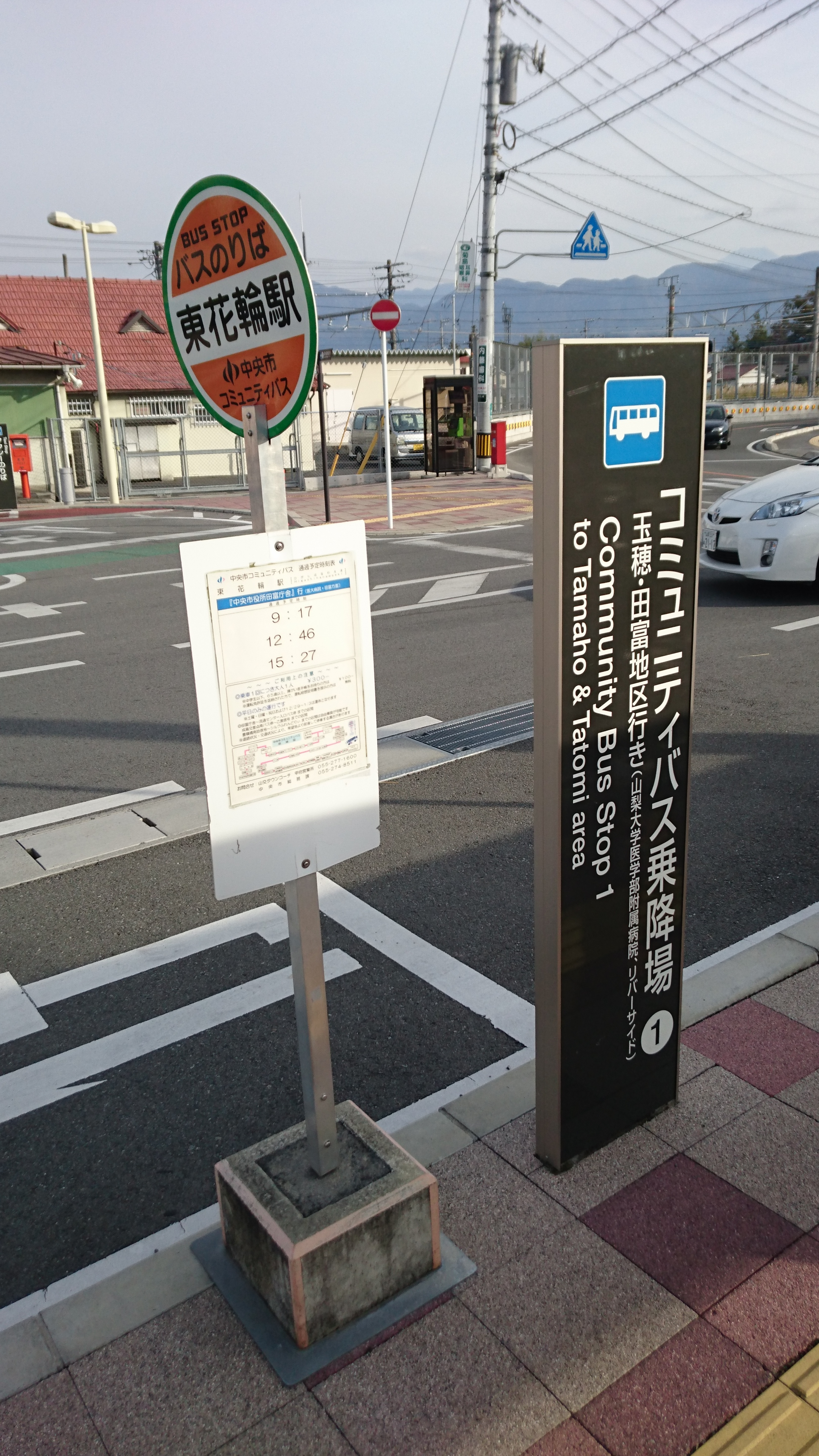
コミュニティバス1番のりば（2015年11月）

## 東花輪駅前整備事業
平成20年に中央市が東海旅客鉄道と協議し駅周辺整備を行う事業を実施。平成25年3月末に整備事業が完了した。中央市が管理する無料の立体駐車・駐輪場（1Fは待機者用30分無料駐車場（6台まで）、バイク駐輪場、高齢者専用駐輪場、2Fは自転車駐輪場〔無料〕）、中央市コミュニティバス乗り場やタクシー乗り場、多目的公衆トイレ、車道整備等を整備した。歩道も整備され、徒歩での駅への出入りがしやすくなった。

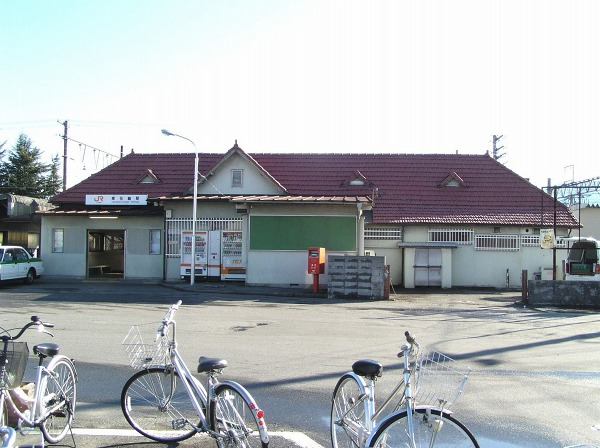
整備前の駅前（2006年1月）

## 隣の駅
※特急「ふじかわ」の隣の停車駅は列車記事を参照のこと。
東海旅客鉄道（JR東海）
CC 身延線
甲斐上野駅 - 東花輪駅 - 小井川駅